# Хризоберил

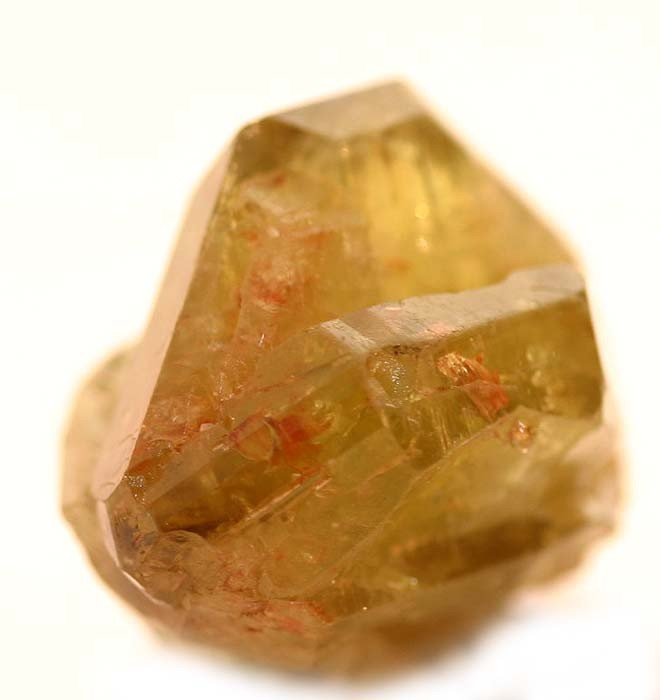
Хризоберил

Хризоберил — мінерал класу оксидів і гідрооксидів, оксид берилію і алюмінію координаційної будови.
Назва — від хризо… і грецьк. «берилос» — берилій (A.G.Werner, 1789).

## Опис
Хімічна формула: BeAl2O4.
Містить (%): Al2O3 — 80,2; BeO — 19,8. Домішки: Fe2O3, TiO2, Cr2O3.
Сингонія ромбічна. Ромбо-дипірамідальний вид. Кристалічна структура близька до структури олівіну. Форми виділення: таблитчасті, іноді короткопризматичні кристали з перистою штриховкою на гранях, двійники зростання і проростання, зерна. Густина 3,6-3,8. Тв. 8,5. Переважно зеленувато-жовтого, іноді коричневого, жовтого і червоного кольору (різновид олександрит — має смарагдово-зелений колір при денному і червоний, малиновий, фіолетово-червоний — при штучному освітленні; око котяче хризоберилове має хвилястий полиск). Блиск скляний. Крихкий. Прозорий. Злом нерівний до раковистого.

## Поширення
Зустрічається в пегматитових жилах і контактово-метасоматичних утвореннях, слюдяних сланцях, рідше в кислих магматичних породах. Супутні мінерали: берил, флюорит, апатит, топаз, гірський кришталь, фенакіт, шпінель, гранат, турмалін. Родов. Х. відомі в М'янмі, Індії, на о. Мадагаскарі, на Уралі, в Бразилії (Мінас-Жерайс), Шрі-Ланці. В Україні знайдено у Криворізькому басейні. Рідкісний мінерал. Прозорі відміни використовують у ювелірній справі.

## Різновиди
Розрізняють:
- хризоберил бразилійський (хризоберил зеленувато-жовтого кольору з Бразилії),
- Хризоберил зірчастий (те саме, що цимофан — різновид хризоберилу золотисто-жовтого кольору з блакитним відтінком, іноді з астеризмом; знайдений у М'янмі і на о. Цейлон),
- хризоберил Майн Новас (жовтуватий, звичайно непрозорий хризоберил з родовища Мінас-Новас, Бразилія),
- хризоберил східний (жовтувато-зелений корунд),
- хризоберил уральський (зайва назва олександриту),
- «Хризоберил Хоуп» — хризоберил з огранкою, яка надіє йому схожості з діамантом, зберігається в Англії;
- хризоберил хризолітовий (хризоберил яскравого зеленувато-жовтого до яскравого жовто-зеленого кольору),
- хризоберил цейлонський (темно-зелений хризоберил з острова Шрі Ланка).